# Theodor Rudolf August Wittich
Theodor Rudolf August Wittich (* 26. März 1812 in Berlin; † 1. Dezember 1887 in Coburg) war preußischer Generalleutnant und zuletzt Kommandeur der 20. Infanterie-Brigade.

## Leben

### Herkunft
Seine Eltern waren Theodor Friedrich Wilhelm Wittich († 20. November 1815) und dessen Ehefrau Karoline Christiane, geborene Clarus. Sein Vater war Stabshauptmann der brandenburgischen Artillerie-Brigade und zuletzt Postdirektor, er starb im Feldlazarett in Belgien den Folgen einer schweren Verwundung.

### Werdegang
Er erhielt seine Schulbildung auf einem Gymnasium in Berlin. Er kam am 20. April 1824 als Kadett nach Potsdam und am 12. April 1826 als Kadett nach Berlin. Von dort wiederum kam er am 29. Juli 1829 als Seconde-Lieutenant in das 17. Infanterie-Regiment. Von 1832 bis 1835 wurde er an die Allgemeine Kriegsschule abkommandiert. Nach seiner Rückkehr wurde er von 1837 bis 1846 als Bataillonskommandeur eingesetzt, in der Zeit wurde er am 20. April 1843 zum Premier-Lieutenant befördert. Am 18. April 1848 wurde er dann Hauptmann und Kompaniechef im Regiment. Im Jahr 1849 nahm er an der Bekämpfung der Unruhen in Baden teil und kämpfte in den Gefechten bei Philippsburg, Waghäusel, Bischweiler und Kuppenheim. Für Waghäusel erhielt er den Roten Adlerorden IV. Klasse mit Schwertern. Seine Erfahrungen veröffentlichte er in dem Büchlein „Das Fähnlein oder die Compagnie als taktische Einheit“ (Wesel 1849).
Mit der Einführung des Zündnadelgewehrs wurden auch eine Überarbeitung der Vorschriften notwendig. So wurde auch Wittich vom 1. Mai 1853 bis zum 11. August 1853 Mitglied der Kommission zur Überarbeitung der Instruktionen. Am 15. September 1855 zum Major befördert, wurde er in das 17. Landwehr-Regiment versetzt, wo er Kommandeur des I. Bataillons in Wesel wurde. Nach der Militärreform von 1860 wurde er am 8. Mai 1860 zunächst Führer des I. Bataillons der 17. kombinierten Infanterie-Regiments. Schon am 1. Juli 1860 wurde er zum Oberstleutnant ernannt und kam als Kommandeur in das I. Bataillon des 57. Infanterie-Regiments, bereits am 31. Juli 1860 wurde er Kommandeur des Füsilier-Bataillons. Am 22. Juni 1861 kam er als Kommandeur in das 14. Infanterie-Regiment, am 18. Oktober 1861 wurde er zum Oberst befördert. Am 14. Januar 1862 wurde er mit dem Roten Adlerorden 3. Klasse mit Schleife und Schwertern am Ring ausgezeichnet.
Er verblieb dort bis zum 3. April 1866, als er als Kommandeur in die 20. Infanterie-Brigade versetzt wurde, dazu wurde er à la suite des 14. Infanterie-Regiments gestellt, außerdem wurde er am 8. Juni 1866 Generalmajor. Während des Deutschen Krieges von 1866 kämpfte er bei Nachod, Skalitz, Schweinschädel und Königgrätz. Dafür wurde er am 20. September 1866 mit dem Kronen-Orden 2. Klasse ausgezeichnet.
Er bekam am 17. Januar 1869 auch noch den Roten Adlerorden 2. Klasse mit Eichenlaub und Schwertern am Ring. Am 9. Juli 1870 wurde er dann mit dem Charakter als Generalleutnant und Pension zur Disposition gestellt. Aber schon am 29. Juli 1870 wurde er bei der Mobilmachung zum Deutsch-Französischen Krieg zurückgeholt und dem Generalgouvernement im Bereich des I., IX. und X. Armeekorps zugeteilt und erhielt das Kommando über die Küstenbewachung zwischen Elbmündung und Rostock. Am 29. März 1871 wurde er von dieser Stellung entbunden. Dafür bekam er am 27. Juli 1871 Stern zum Kronenorden.
Er starb am 1. Dezember 1887 in Coburg.

## Familie
Am 19. Oktober 1840 heiratete er in Wesel Emilie Adriane Sophie Strans de Zangre (* 12. Dezember 1813). Das Paar hatte mehrere Kinder:
- Wilhelmine Karoline (* 8. August 1841)
- Theodor Emil Willibald (* 29. Juli 1843)
- Ernst Alexander Richard (* 20. Dezember 1845)

Am 9. Januar 1865 heiratete er dann in Stettin Laura Hermine Hering (* 14. Oktober 1836; † 17. Januar 1896).

## Werke
- 1849, Das Fähnlein oder die Compagnie als die wahre tactische Einheit, Digitalisat
- 1858, Zur Taktik des leichten Perkussionsgewehrs, (Kommentar dazu in Die Militair-Litteratur seit den Befreiungskriegen von Theodor von Troschke)